# Греко-римская борьба на летних Олимпийских играх 1920 — до 67,5 кг
Соревнования по греко-римской борьбе в рамках Олимпийских игр 1920 года в лёгком весе (до 67,5 килограммов) прошли в Антверпене с 16 по 20 июля 1920 года в Зале торжеств Королевского зоологического общества.
Схватка по регламенту турнира продолжалась два раунда по 10 минут, и если никто из борцов в течение этих раундов не тушировал соперника, назначался дополнительный раунд, продолжительностью 20 минут, и после него (или во время него) победа присуждалась по решению судей. В отдельных случаях для выявления победителя мог быть назначен ещё один дополнительный раунд, продолжительностью 10 минут. Однако после первого дня соревнований организаторы пришли к выводу, что при такой системе они не успеют провести соревнования, и время схватки сократили до одного 10-минутного раунда, в котором победить можно было только на туше и 15-минутного дополнительного раунда, после которого победа отдавалась по решению судей.
Турнир проводился по системе Бергваля. Титул разыгрывался между 22 борцами.
Учитывая тот факт, что из-за первой мировой войны соревнования долгое время не проводились, сложно было назвать кого-то фаворитом турнира, кроме Эмиль Вяре, чемпиона Олимпийских игр и чемпиона Европы 1912 года. Кроме него отчасти были известны на мировой арене Карел Халик, который победил на Межсоюзнических Играх 1919 года в Париже, и Аугуст Савонье, серебряный призёр тех же игр.
Победу во всех встречах одержал Эмиль Вяре. Второе место занял его соотечественник Таави Тамминен, проигравший Вяре в финале. Третье место отвоевал Фритьоф Андерсен, проигравший Тамминену в полуфинале, и сумевший выиграть турнир за третье место.

## Призовые места
- Эмиль Вяре
- Таави Тамминен
- Фритьоф Андерсен

## Турнир за первое место
В левой колонке — победители встреч. Мелким шрифтом набраны те проигравшие, которых победители «тащат» за собой по турнирной таблице, с указанием турнира (небольшой медалью), право на участие в котором имеется у проигравшего.

### Первый круг
| Участник 1                       | Результат   | Участник 2         |
| -------------------------------- | ----------- | ------------------ |
| Эмиль Вяре Ф. Христиансен        | Туше (3:13) | Фриц Христиансен   |
| Морис Рохо А. Рами               | По очкам    | Ахмед Рами         |
| Орал Свигарт В. Раньери          | Туше (3:41) | Вальтер Раньери    |
| Чарльз Фризенфельдт В. Павилидис | Туше (1:48) | Василиос Павилидис |
| Хольгер Линдберг Й. Нолтен       | Туше (7:11) | Йоханнес Нолтен    |
| Карл Коерс Т. Бэйнконню          | Туше (3:30) | Теодор Бэйнконню   |

### Второй круг
| Участник 1                                   | Результат                   | Участник 2                 |
| -------------------------------------------- | --------------------------- | -------------------------- |
| Эмиль Вяре Ф. Христиансен, М. Рохо           | Туше (4:37)                 | Морис Рохо А. Рами         |
| Фриц Янссенс О. Свигарт                      | Туше (1:58)                 | Орал Свигарт В. Раньери    |
| Чарльз Фризенфельдт В. Павилидис, А. Савонье | Отказ от продолжения (5:35) | Аугуст Савонье             |
| Джордж Метропулос В. Вугоукос                | По очкам                    | Василеос Вугоукос          |
| Таави Тамминен Ф. Коприва                    | Туше (0:30)                 | Франтишек Копршива         |
| Ричард Фриденлунд Г. Нильссон                | По очкам                    | Густаф Нильссон            |
| Фритьоф Андерсен Х. Линдберг                 | Туше (26:06)                | Хольгер Линдберг Й. Нолтен |
| Карл Коерс Т. Бэйнконню, К. Халик            | Туше (4:23)                 | Карел Халик                |

### Четвертьфинал
| Участник 1                                                  | Результат    | Участник 2                         |
| ----------------------------------------------------------- | ------------ | ---------------------------------- |
| Эмиль Вяре Ф. Христиансен, М. Рохо, Ф. Янссенс А. Рами      | По очкам     | Фриц Янссенс О. Свигарт В. Раньери |
| Чарльз Фризенфельдт В. Павилидис, А. Савонье, Д. Метропулос | Туше (5:33)  | Джордж Метропулос В. Вугоукос      |
| Таави Тамминен Ф. Коприва, Р. Фриденлунд                    | Туше (12:34) | Ричард Фриденлунд Г. Нильссон      |
| Фритьоф Андерсен Х. Линдберг, К. Коерс Й. Нолтен            | Туше (13:07) | Карл Коерс Т. Бэйнконню, К. Халик  |

### Полуфинал
| Участник 1                                                                          | Результат   | Участник 2                                                               |
| ----------------------------------------------------------------------------------- | ----------- | ------------------------------------------------------------------------ |
| Эмиль Вяре Ф. Христиансен, М. Рохо, Ф. Янссенс, Ч. Фризенфельдт О. Свигарт, А. Рами | Туше (8:13) | Чарльз Фризенфельдт В. Павилидис, А. Савонье, Д. Метропулос В. Вугоукос  |
| Таави Тамминен Ф. Коприва, Р. Фриденлунд, Ф. Андерсен Г. Нильссон                   | По очкам    | Фритьоф Андерсен Х. Линдберг, К. Коерс Й. Нолтен, Т. Бэйнконню, К. Халик |

### Финал
| Участник 1 | Результат   | Участник 2                                                                               |
| --- | ----------- | ---------------------------------------------------------------------------------------- |
| Эмиль Вяре Ф. Христиансен, М. Рохо, Ф. Янссенс, Ч. Фризенфельдт, Т. Тамминен О. Свигарт, А. Рами, В. Павилидис, А. Савонье, Д. Метропулос | Туше (4:22) | Таави Тамминен Ф. Коприва, Р. Фриденлунд, Ф. Андерсен Г. Нильссон, Х. Линдберг, К. Коерс |

## Турнир за второе место

### Первый круг
| Участник 1                  | Результат | Участник 2       |
| --------------------------- | --------- | ---------------- |
| Фриц Янссенс Ф. Христиансен | По очкам  | Фриц Христиансен |

### Полуфинал
| Участник 1                  | Результат    | Участник 2                              |
| --------------------------- | ------------ | --------------------------------------- |
| Таави Тамминен Ф. Янссенс   | Туше (13:33) | Фриц Янссенс Ф. Христиансен, О. Свигарт |
| Чарльз Фризенфельдт М. Рохо | Неявка       | Морис Рохо А. Рами                      |

### Финал
| Участник 1                                 | Результат   | Участник 2                                                           |
| ------------------------------------------ | ----------- | -------------------------------------------------------------------- |
| Таави Тамминен Ф. Янссенс, Ч. Фризенфельдт | Туше (5:40) | Чарльз Фризенфельдт М. Рохо, В. Павилидис, А. Савонье, Д. Метропулос |

## Турнир за третье место

### Первый круг
| Участник 1                       | Результат | Участник 2          |
| -------------------------------- | --------- | ------------------- |
| Фритьоф Андерсен Ч. Фризенфельдт | Неявка    | Чарльз Фризенфельдт |

### Полуфинал
| Участник 1                  | Результат   | Участник 2         |
| --------------------------- | ----------- | ------------------ |
| Фритьоф Андерсен Ф. Коприва | Туше (0:54) | Франтишек Копршива |
| Фриц Янссенс Р. Фриденлунд  | Туше (2:25) | Ричард Фриденлунд  |

### Финал
| Участник 1                | Результат   | Участник 2   |
| ------------------------- | ----------- | ------------ |
| Фритьоф Андерсен Ф.Янссен | Туше (3:19) | Фриц Янссенс |